# Бакайський заказник
Бака́йський зака́зник — лісовий заказник загальнодержавного значення в Україні. Один з об'єктів природно-заповідного фонду Херсонської області.
Розташований на території Херсонського району Херсонської області, на південь від села Кізомис.
Площа 420 га. Статус присвоєно згідно з Постановою РМ УРСР від 28.10.1974 року № 500. Перебуває у віданні ДП «Херсонське ЛМГ» (Білозерське лісництво, кв. 60, 61).
Бакайський заказник розташований у гирлі Дніпра і являє собою суходіл та акваторію, яка представлена типовими нижньодніпровськими плавнями. Тут присутні третинні релікти — плавун щитолистий, наяда морська, вольфія безкоренева. На деревах, а також на заломах очерету розташовані гнізда колоній чаплі сірої, чаплі малої білої, квака, чаплі жовтої, а також коровайки. На окремих вербах з покрученим стовбурами розташовані гнізда бакланів. На території заказника також мешкають лиски, пірникоза велика та інші види птахів.